# خاشه جوان
نظر محمد که با نام هنری خاشه جوان شناخته می‌شود؛ یک کمدین و طنز پرداز افغانستانی بود.
او به‌دلیل طنزپردازی و نقل فکاهی، شخصیتی محبوب در میان مردم افغانستان بود. او همچنین عضو پلیس ملی افغانستان در قندهار بود.
نظر محمد در روز ۲۳ ژوئیه ۲۰۲۱ توسط طالبان کشته شد.

## واکنش‌ها
- امرالله صالح، معاون اول رئیس‌جمهور افغانستان در واکنش به کشته شدن نظر محمد در صفحه فیس بوک خود نوشت: «ویدیوی لحظات قبل از اعدام صحرایی خاشه جوان قندهاری نشان می‌دهد که طالب نه به شریعت پابند است، نه محکمه دارد، نه قانون و نه انسانیت.»
- سرور دانش، معاون دوم ریاست جمهوری افغانستان نیز در صفحه فیس بوکش نوشت: «سیلی بر صورت نظر محمد خاشه کمیدین مشهور قندهاری، سیلی بر صورت تمام مردم افغانستان و توهین به انسانیت و کرامت انسانی است. سیلی دژخیم عبوس جور و جهل و جمود بر چهره خندان عدالت و دانایی و هنر است.»